# Phare de Hammer Odde
Le phare de Hammer Odde (en danois : Hammer Odde Fyr) est un phare au Danemark, situé à l’extrémité nord de Hammeren, juste à l’extérieur de Sandvig sur l’île de Bornholm. Un banc de sable et de gravier de l’océan, nommé David Bank, est situé à 8,45 km du phare.

## Histoire et description
Le phare de Hammer Odde a été construit en 1885 pour compléter le phare de Hammeren qui, en raison de son altitude élevée de 91 mètres, ne pouvait pas toujours être vu de la mer par temps brumeux. La tour de section carrée, blanchie à la chaux, a une hauteur de seulement 12 mètres. Dès le début, le phare a été équipé d’une lentille rotative, donnant deux courts éclats toutes les 10 secondes. En 1939, un équipement radio a été installé, ce qui en fait l’une des installations les plus modernes du genre,.